# Charles Lennox, 1. Duke of Richmond

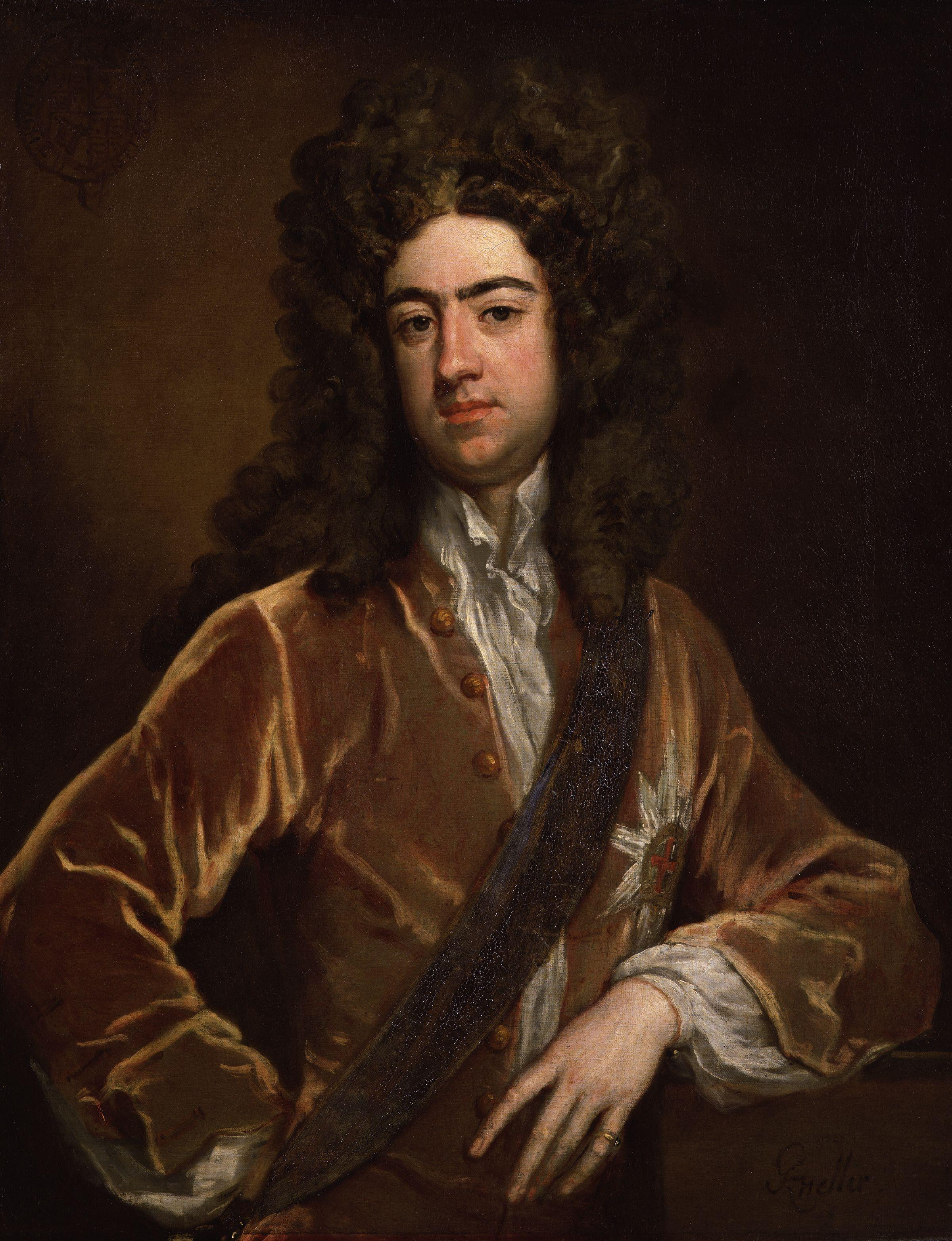
Charles Lennox, 1. Duke of Richmond, Ausschnitt aus einem Gemälde von Godfrey Kneller

Charles Lennox, 1. Duke of Richmond KG (* 29. Juli 1672 in London; † 27. Mai 1723 in Goodwood), war ein außerehelich geborener Sohn von König Karl II. von England.

## Leben
Charles war der Sohn des englischen Königs Karl II. und dessen Mätresse Louise de Kérouaille, Duchess of Portsmouth. Bereits im Alter von drei Jahren wurde er 1675 in der Peerage of England zum Duke of Richmond und einen Monat später in der Peerage of Scotland zum Duke of Lennox erhoben. Zusätzlich garantierte ihm sein Vater 2000 £ pro Jahr sowie Einkünfte aus dem Kohleabbau in Newcastle. Er wurde als sehr hübscher Junge beschrieben und galt als Liebling seines Vaters.
Nach Karls II. Tod ging er mit seiner Mutter nach Frankreich. Ludwig XIV. gestattete ihm, den Titel seiner Mutter zu benutzen und ernannte ihn zum französischen duc d’Aubigny. Er konvertierte hier 1685 zum römisch-katholischen Glauben. Unzufrieden mit seiner Position am französischen Hof, kehrte er aber sieben Jahre später wieder nach England und auch in die Church of England zurück.
Anfangs Parteigänger der Jakobiten, schlug er sich später auf die Seite von König Wilhelm III. Als Meister einer Loge in Chichester ist er einer der wenigen hohen Adligen, die im 17. Jahrhundert als Freimaurer bekannt sind. Er bekleidete unter anderem das Amt des Lord High Admiral von Schottland sowie des Lord of the Bedchamber von König Georg I.

## Nachkommen
Trotz Ablehnung des Königspaares heiratete er 1693 Lady Anne Belasyse (um 1662–1722), Tochter des Francis Brudenell, Lord Brudenell, und Witwe des Henry Belasyse, 2. Baron Belasyse. Mit ihr hatte er drei Kinder:
- Lady Louisa Lennox (1694–1716), ⚭ 1711 James Berkeley, 3. Earl of Berkeley;
- Charles Lennox, 2. Duke of Richmond (1701–1750);
- Lady Anne Lennox (1703–1789), ⚭ 1722 Willem van Keppel, 2. Earl of Albemarle.

Außerdem hatte er eine illegitime Tochter mit seiner Mätresse Jacqueline de Mézières:
- Renée Lennox (1709–1774), Mätresse des Charles Beauclerk, 2. Duke of St. Albans.

Eine spätere Nachkommin ist auch Diana, Princess of Wales.